# 彭州 (贞观)
彭州，中国唐朝时设置的州。
唐太宗貞觀四年（630年）以党项米擒部落设置洪州，治湘今甘肃省玛曲县阿万仓镇黄河南岸。贞观七年（633年）改洪州置彭州。唐高宗儀鳳二年（677年）彭州地入吐蕃。